# Anne-Marie-Louise d'Orléans
Pour les articles homonymes, voir Anne-Marie-Louise.
Anne Marie Louise d’Orléans, duchesse de Montpensier, dite la Grande Mademoiselle, née le 29 mai 1627 au palais du Louvre et morte le 5 avril 1693 au palais du Luxembourg, est une des principales personnalités de la haute noblesse française de cour du Grand siècle. Fille de Gaston d'Orléans, petite-fille de Henri IV et cousine germaine de Louis XIV, elle hérite, par sa mère, de la souveraineté de la principauté de Dombes, qu’elle transmet au fils légitimé du roi, le duc du Maine.
Indépendante, dotée d'un fort caractère, elle n'a pas hésité à tenir tête à son père et au Roi Soleil au sujet de mariages qu'ils voulaient lui imposer ou de son immense fortune — qu'elle a tenu à gérer elle-même, à sa majorité.

## Biographie

### Origines et surnom
L'histoire la désigne sous le surnom de « Grande Mademoiselle »,, en raison du titre de « Grand Monsieur » porté par son père, Gaston de France (1608-1660), depuis la naissance de Philippe, frère cadet de Louis XIV, appelé alors « Petit Monsieur » ; Gaston avait d'abord porté celui de « Monsieur » en tant que frère cadet du roi Louis XIII.
Elle tient son titre de duchesse de Montpensier de sa mère, Marie de Bourbon, duchesse de Montpensier, richissime et unique héritière d'une branche cadette des Bourbon,. À cela s'ajoute la fortune de son père, ce qui fait de la Grande Mademoiselle la princesse la plus riche et la plus titrée d'Europe. Sa signature était « Anne Marie Louise d'Orléans ».

### Enfance et mariages avortés
À sa naissance, le 29 mai 1627, elle se retrouve la plus riche héritière du royaume de France, sa mère étant morte en la mettant au monde. Dans ses Mémoires, elle s'indignera que, selon l'opinion, les « grands biens que sa mère lui a laissés à sa mort pouvaient bien [la] consoler de l'avoir perdue ».
Marié contre son gré pour que la fortune des Montpensier soit attribuée à la famille royale, peut-être jaloux de la richesse de sa fille, son père Gaston d'Orléans lui porte peu d'affection. Il espérait avoir un fils afin de pouvoir peut-être accéder au trône à la mort de Louis XIII, celui-ci n'ayant pas encore d'héritier à l'époque — Anne-Marie-Louise souffrira toute sa vie de ce manque d'amour —, il se remarie par amour en 1632, avec Marguerite de Lorraine sans l'assentiment du roi. De ce fait, la nouvelle duchesse d'Orléans vit plus de dix ans en exil à Bruxelles auprès de la reine-mère Marie de Médicis — elle aussi en exil — pendant que Gaston intrigue contre le pouvoir royal et son représentant, le cardinal de Richelieu. Anne-Marie-Louise connaît l'affection du couple royal, Louis XIII et Anne d'Autriche. Elle a pour gouvernante madame de Saint-Georges, qui lui apprend toute sa généalogie.

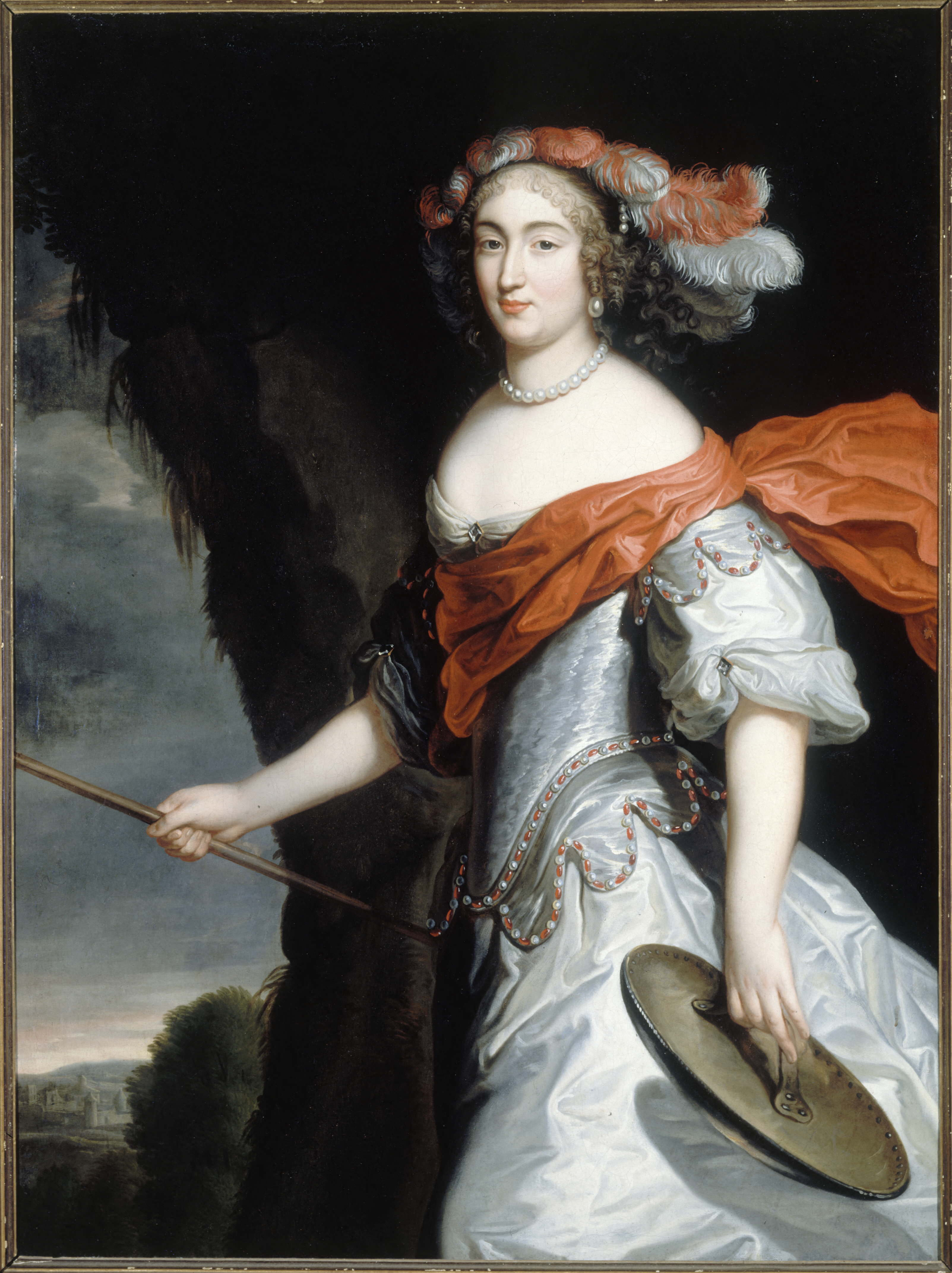
Anne-Marie-Louise d'Orléans, duchesse de Montpensier.

Elle se voit proposer de nombreux projets de mariage du fait de sa très grande fortune ; nombre de princes et de souverains demandent sa main, mais ces projets échouent à cause de son père et du roi son cousin, jaloux, ainsi que de la haute opinion qu'elle avait de son propre rang — elle est très indépendante et refuse d'obéir à son père et au roi, entendant choisir elle-même son époux. Depuis son plus jeune âge, Anne-Marie-Louise avait le projet d'épouser le roi, son cousin. Le cardinal Richelieu, puis le cardinal Mazarin, font tout pour s'opposer à une telle union, s'attirant l'inimitié de la duchesse. Ses espoirs sont réduits à néant le jour où Louis XIV épouse l'infante d'Espagne.

### La Fronde

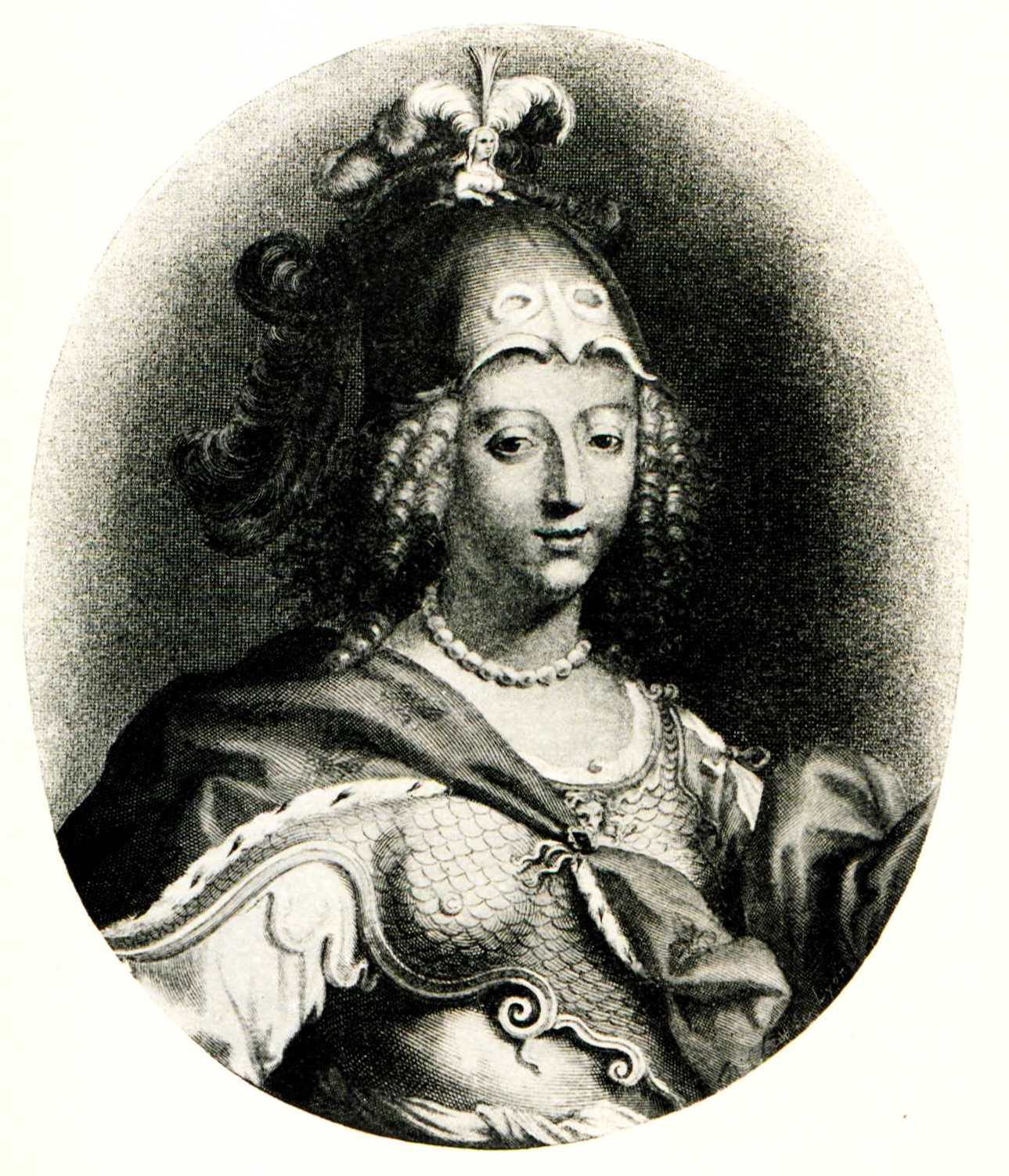
La Grande Mademoiselle (Extrait de P. Lenail, Le Parlement des Dombes, 1900.)

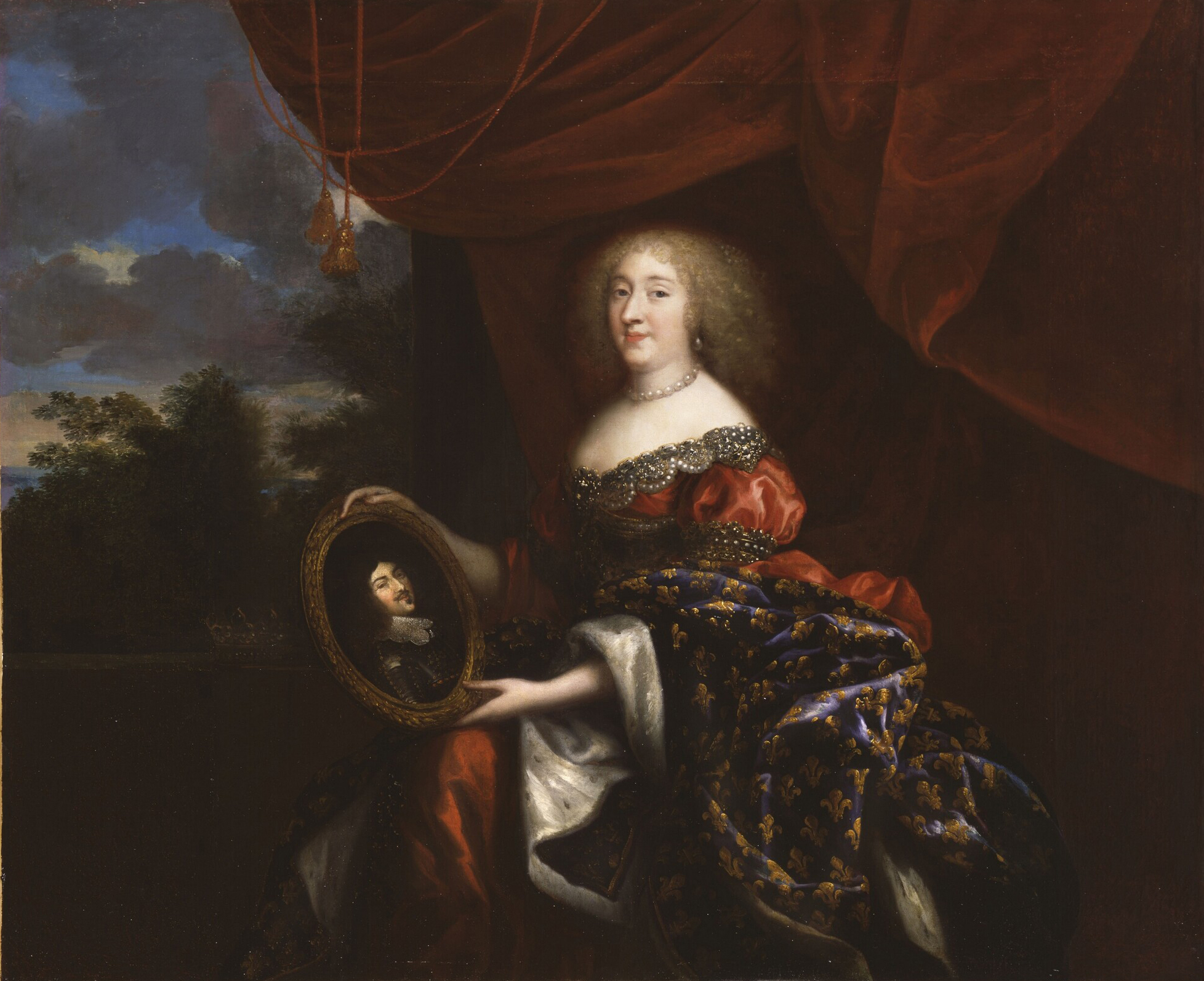
Mademoiselle par Jean Nocret.

Gaston d'Orléans ne voulant pas prendre parti dans ce conflit, il envoie sa fille à sa place. Celle-ci, espérant pouvoir enfin briller aux yeux de son père qui l'a toujours négligée, se précipite à Orléans avec ses deux « maréchales de camp », la comtesse de Fiesque et la comtesse de Frontenac. Le 27 mars 1652, elle arrive dans la ville pour convaincre les autorités municipales de ne pas ouvrir les portes de la ville aux troupes royales. Son discours est un échec, cette action d'éclat n'empêche pas l'avancée des armées de Turenne après la bataille de Bléneau. Le 2 juillet 1652, lors de la bataille du faubourg Saint-Antoine, la duchesse fait tirer le canon de la Bastille sur les troupes royales pour sauver son cousin, le prince de Condé,,, pour qui elle nourrit également des projets matrimoniaux. Le neveu préféré de Mazarin, Paul Jules Mancini, fait partie des victimes de ces combats. Ces deux épisodes ruinent sa réputation et sa faveur : le roi l'exile en Bourgogne pour trois ans.

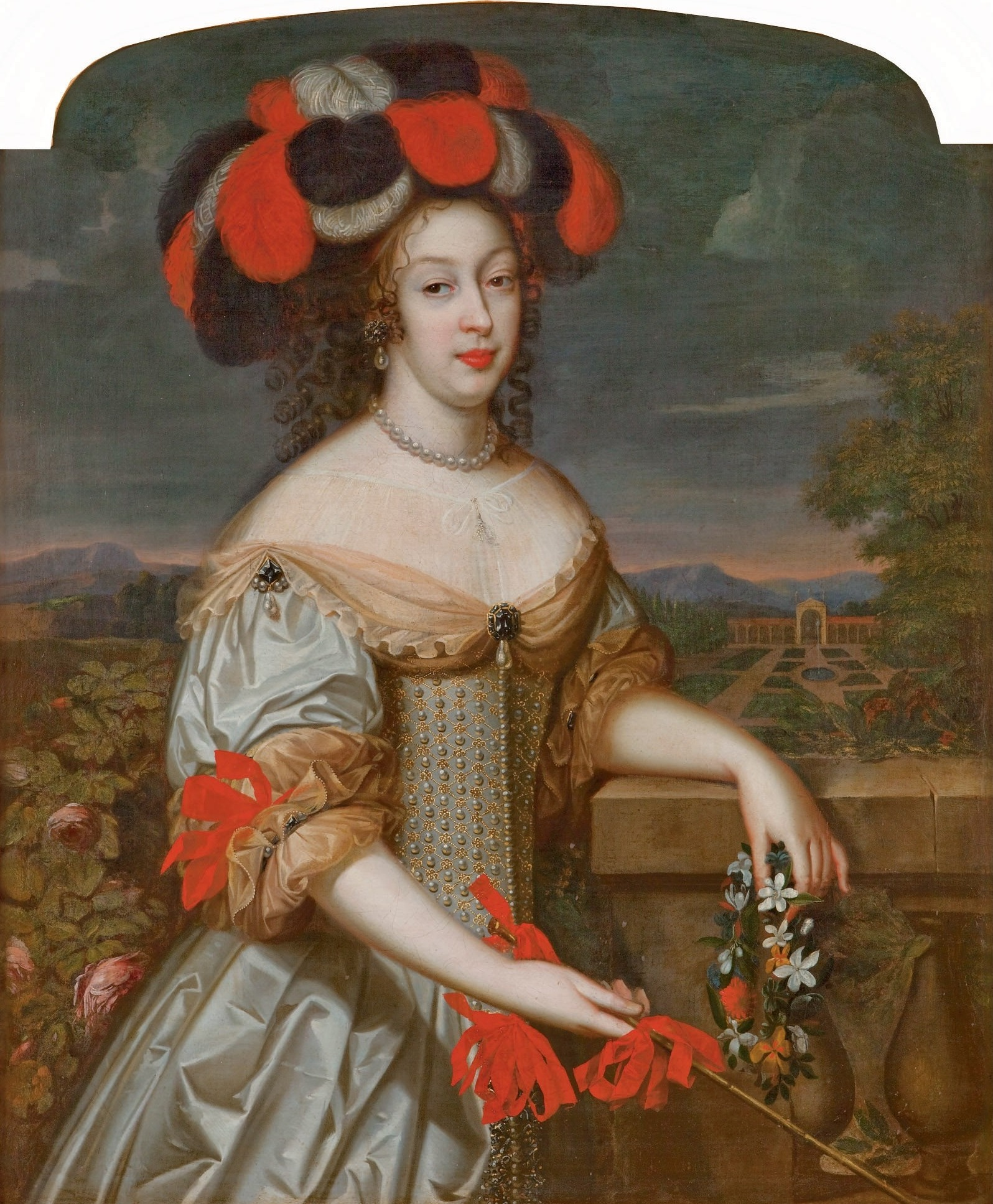
La Grande Mademoiselle par Louis Ferdinand Elle l'Aîné.

### Exil et vie à la Cour
Sur ses terres de Saint-Fargeau, de 1652 à 1657, elle se lance dans l'écriture de mémoires dont elle poursuit la rédaction au château d'Eu, en Normandie. Dans ce récit elle raconte ses souvenirs comme une poignante confession. Elle brosse son portrait, confie ses états d'âme sans fausse pudeur et même avec un certain talent, teinté d'égotisme. Encore lus de nos jours, ses mémoires sont un témoignage important et, somme toute, unique de la vie d'une femme au XVIIe siècle, prisonnière de son éducation et de son rang : là où les autres mémorialistes disent ce qu'ils ont vécu, elle dit ce qu'elle a ressenti.
Elle privilégie les arts durant son exil en découvrant notamment Lully, puis, ultérieurement, en l'introduisant à la cour du Roi.
La duchesse revient à la Cour en 1657. Un épisode célèbre de sa vie est son aventure, à partir de 1670, à l'âge de 43 ans, avec le duc de Lauzun, un gentilhomme cadet de Gascogne, bellâtre et volage, de cinq ans plus jeune, qui lui fait une cour assidue. Le roi, devant l'insistance de sa cousine, autorise le mariage pour le plus grand bonheur de celle-ci en lui conseillant toutefois de vite se marier avant que la nouvelle se sache. Lorsque les courtisans apprennent ce projet, ils protestent en effet : Lauzun est issu d'une famille désargentée et qui n'a pas de place importante à la cour ; il y a entre lui et la Grande Mademoiselle un immense fossé social. Trois jours après avoir autorisé le mariage, Louis XIV convoque les amants, sa cousine et Lauzun, pour leur retirer le droit d'épouser Lauzun. Celle-ci est désespérée ; elle hurle, pleure, mais rien n'y fait. Lauzun, quant à lui, réagit froidement et demeure insensible et détaché : en effet, il souhaitait épouser Anne-Marie-Louise pour profiter de son immense fortune. Il essaie alors d'obtenir une charge plus importante à la cour, s'adressant pour cela à madame de Montespan, la maîtresse du roi. Elle accepte de parler au roi en sa faveur. Lauzun se cache alors sous le lit de la marquise de Montespan et du roi et entend celle-ci dire à Louis XIV qu'il faut se méfier de lui et surtout ne pas lui accorder cette charge. Peu de temps après, Lauzun, furieux, insulte la marquise. Le roi le fait alors emprisonner pendant dix ans dans la prison de Pignerol. Pour l'en faire sortir, la Grande Mademoiselle accepte de faire don d'une partie de sa fortune, essentiellement des terres (le comté d'Eu, la principauté des Dombes et la baronnie de Beaujolais) au fils naturel de Louis XIV, le duc du Maine, et de faire de lui son héritier. Elle épouse secrètement Lauzun — sans doute vers 1671, cependant encore aujourd'hui le doute demeure, — mais n'y trouve pas son bonheur. Lauzun se lasse bientôt d'elle et reprend sa carrière de courtisan ambitieux et de séducteur invétéré.
Malgré son immense fortune, la Grande Mademoiselle n'est pas très populaire à la Cour. La plupart des courtisans et des princes, dont Louis XIV lui-même, sont jaloux non seulement de son argent mais aussi de ses innombrables possessions. La marquise de Sévigné la décrit dans ses lettres comme une personne très avare et assez froide qui a peu d'amis à Versailles. Elle passe ses dernières années en dévotion.

### Sépulture
Elle meurt à soixante-cinq ans en 1693 d'une maladie de vessie qui s'aggrave rapidement. Le mémorialiste Saint-Simon écrit : « L'urne qui était sur une crédence et qui contenait les entrailles se fracassa avec un bruit épouvantable et une puanteur subite et intolérable. » Son corps est inhumé dans le caveau des Bourbons en l'église abbatiale de Saint-Denis.
Son cœur est porté à la chapelle Sainte-Anne (nommée la « chapelle des cœurs » et renfermant les cœurs embaumés de 45 rois et reines de France) de l'église du Val-de-Grâce. En 1793, lors de la profanation de cette chapelle, l'architecte Louis François Petit-Radel s'empare de l'urne reliquaire en vermeil contenant son cœur, le vend ou l'échange contre des tableaux à des peintres qui recherchaient la substance issue de l'embaumement dite « brun momie » – très rare et hors de prix – qui était censée, une fois mêlée à de l'huile, donner un glacis incomparable aux tableaux.

## Publications
- Divers portraits (1659)[11],[12]
- Mémoires (1729)[13],[14]
- Correspondance

## Dans la culture populaire

### Télévision
- L'émission Secrets d'Histoire sur France 2 du 19 juillet 2016, intitulée La Grande Mademoiselle : une rebelle sous Louis XIV, lui fut consacrée[15].

## Titres

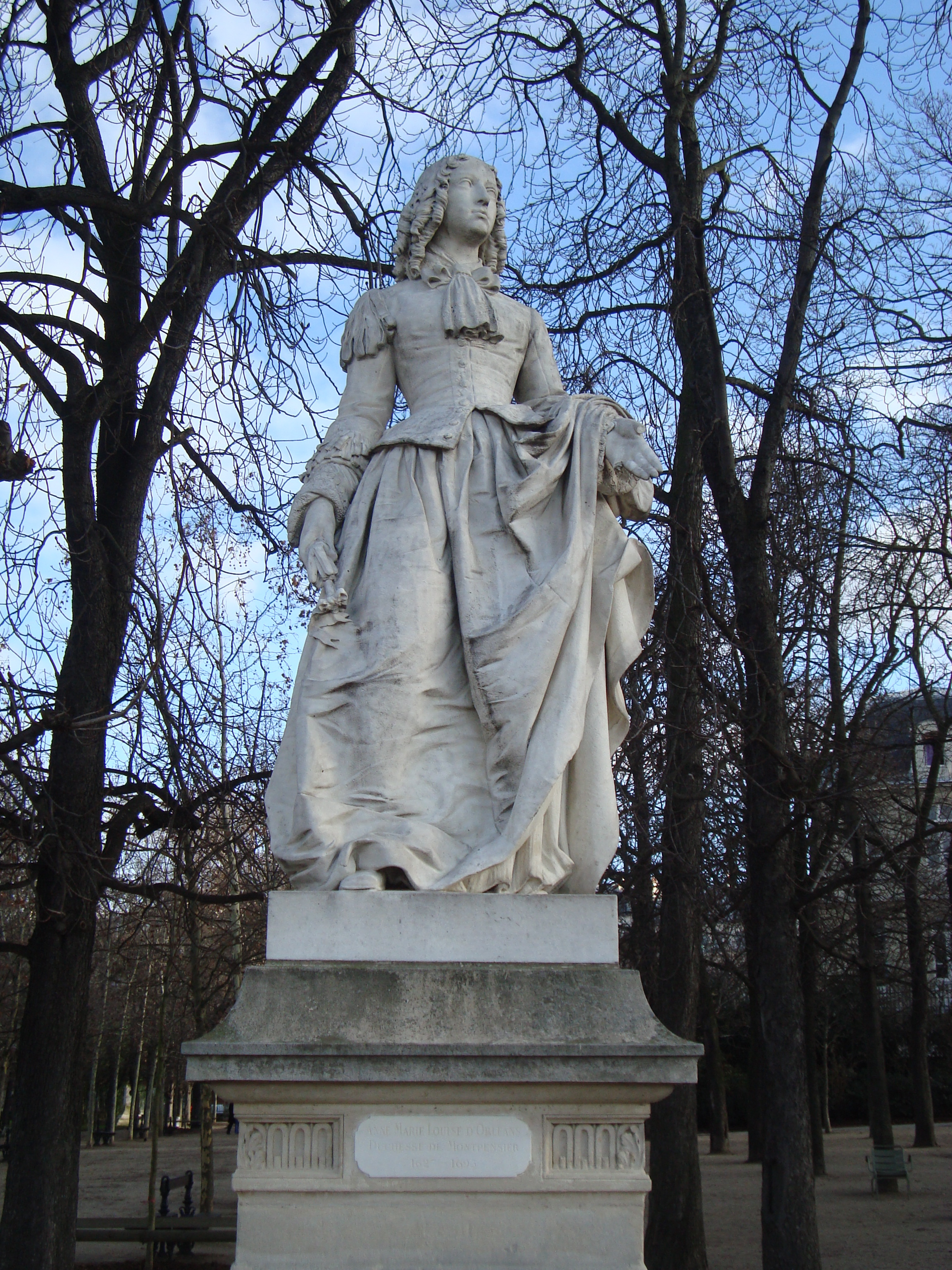
Statue d'Anne Marie Louise d'Orléans dans la série des Reines de France et Femmes illustres du jardin du Luxembourg.

La Grande Mademoiselle possédait de très nombreux titres, terres et seigneuries. Voici ceux qui sont connus :
- Petite-fille de France (rang créé par Louis XIII sous la pression de Gaston)
- Première mademoiselle de France
- Duchesse et pair de Montpensier (1627)
- Duchesse et pair de Châtellerault (1627)
- Duchesse et pair d'Aumale (1686-1686)
- Duchesse de Saint-Fargeau (1627-1681) (duché donné à Lauzun, vendu en 1713 aux Le Pelletier (de Saint-Fargeau)
- Princesse souveraine de Dombes (1627-1681) (principauté donnée au duc du Maine, échangée en 1762 avec Louis XV)
- Princesse de La Roche-sur-Yon (1627)
- Princesse de Joinville (1627-1689)
- Dauphine d'Auvergne (1627)
- Marquise de Mézières (1627-1669) (marquisat vendu à Isaac Bartet pour 180 000 livres)
- Comtesse et pair d'Eu (première pairie de France à cette époque) (1657-1681) (comté vendu à Louis Auguste, duc du Maine)
- Comtesse de Forez
- Comtesse de Mortain
- Comtesse de Bar-sur-Seine
- Vicomtesse de Bresse
- Vicomtesse d'Auge
- Vicomtesse de Domfront
- Baronne de Beaujolais et dame de Beaujeu
- Baronne de Montaigut-en-Combrailles et dame du pays de Combrailles
- Baronne de Roche-en-Régnier
- Baronne de Thiers-en-Auvergne (baronnie donnée à Lauzun, vendue au financier Crozat)
- Baronne de Cuverville(-sur-Yères)[16]
- Dame de Champigny-sur-Veude (1627-1635) - échangé de 1635 à 1656 puis retrouvé en 1656 - et de Bois-le-Vicomte (échange : 1635-1656)
- Dame d'Argenton, Aigurande, Cluys (Indre) & Le Châtelet (Cher)
- Dame de Choisy-sur-Seine (1678), Sainte-Sévère, Ecolle (Ercole ?).

La duchesse de Montpensier avait droit en France au prédicat d'altesse sérénissime, du fait de son rang de première princesse du sang de France. Le prédicat d'altesse royale ne sera conféré au premier prince du sang que sous le règne de Charles X au profit du duc d'Orléans, futur roi Louis-Philippe Ier.
Toutefois, en tant que petite-fille de France, et donc petite-fille de roi, elle portait néanmoins le titre d'altesse royale. Son appellation officielle à la Cour était d'ailleurs « S.A.R. Mademoiselle ». Ce rang a été créé par Louis XIII à l'instigation du père de la duchesse, pour lui accorder un rang supérieur aux autres princesses du sang.